# Michał Kaleta
Michał Kaleta (ur. 18 maja 1999) – polski brydżysta, Mistrz Krajowy (PZBS), zawodnik SPS EKO – RÓŻANKA, trener w klubie Blue Club Chorzów.

## Wyniki brydżowe
W zawodach światowych uzyskał następujące rezultaty.
| Mistrzostwa Świata. Konkurencja drużyn | Mistrzostwa Świata. Konkurencja drużyn | Mistrzostwa Świata. Konkurencja drużyn     | Mistrzostwa Świata. Konkurencja drużyn | Mistrzostwa Świata. Konkurencja drużyn | Mistrzostwa Świata. Konkurencja drużyn |
| Rok                                    | Miejsce                                | Zawody                                     | Kategoria                              | Drużyna                                | Pozycja                                |
| -------------------------------------- | -------------------------------------- | ------------------------------------------ | -------------------------------------- | -------------------------------------- | -------------------------------------- |
| 2014                                   | Stambuł                                | 15. Drużynowe Mistrzostwa Świata Młodzieży | dzieci                                 | Polska                                 | 1.                                     |